# Elburg (gemeente)

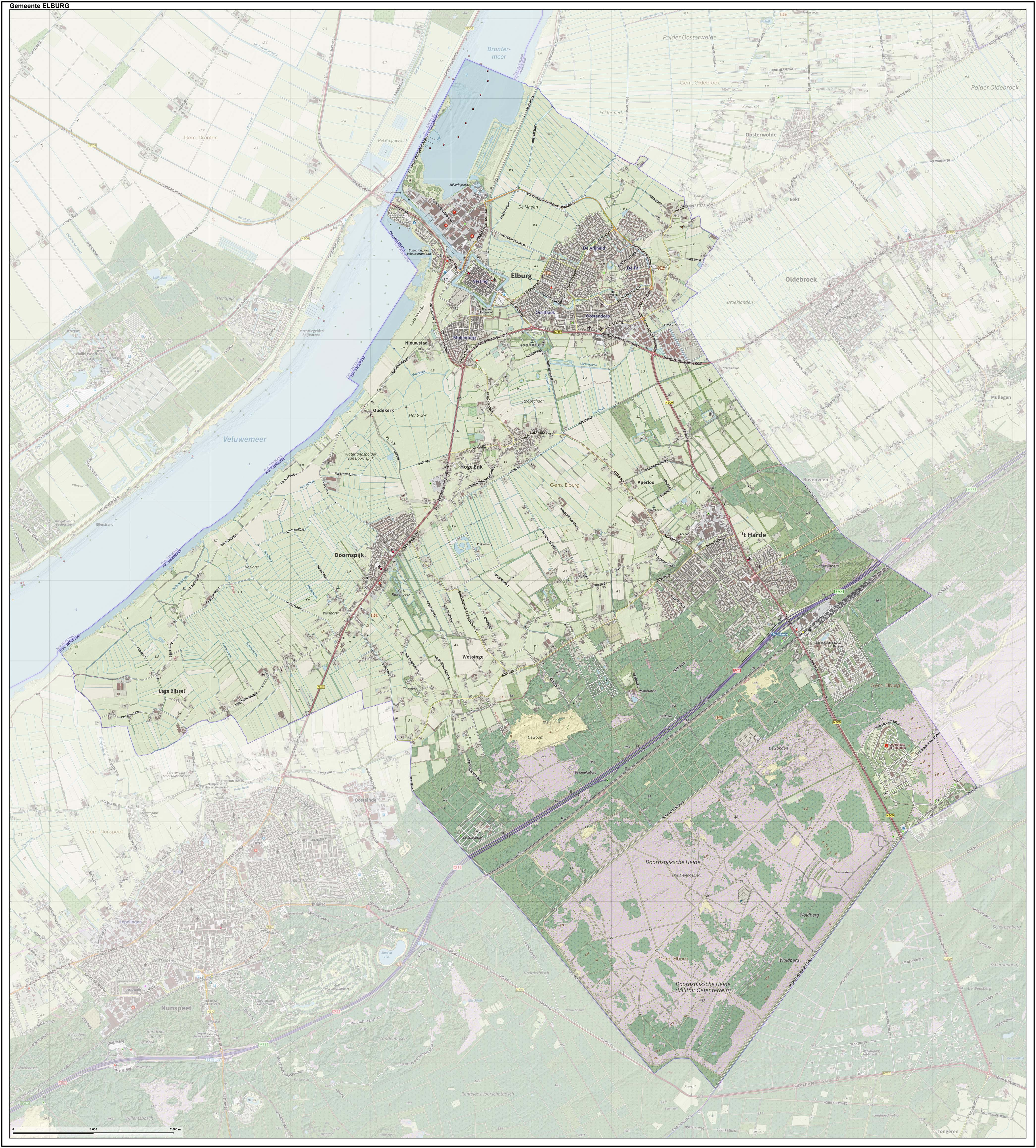
Topografische gemeentekaart van Elburg, september 2022

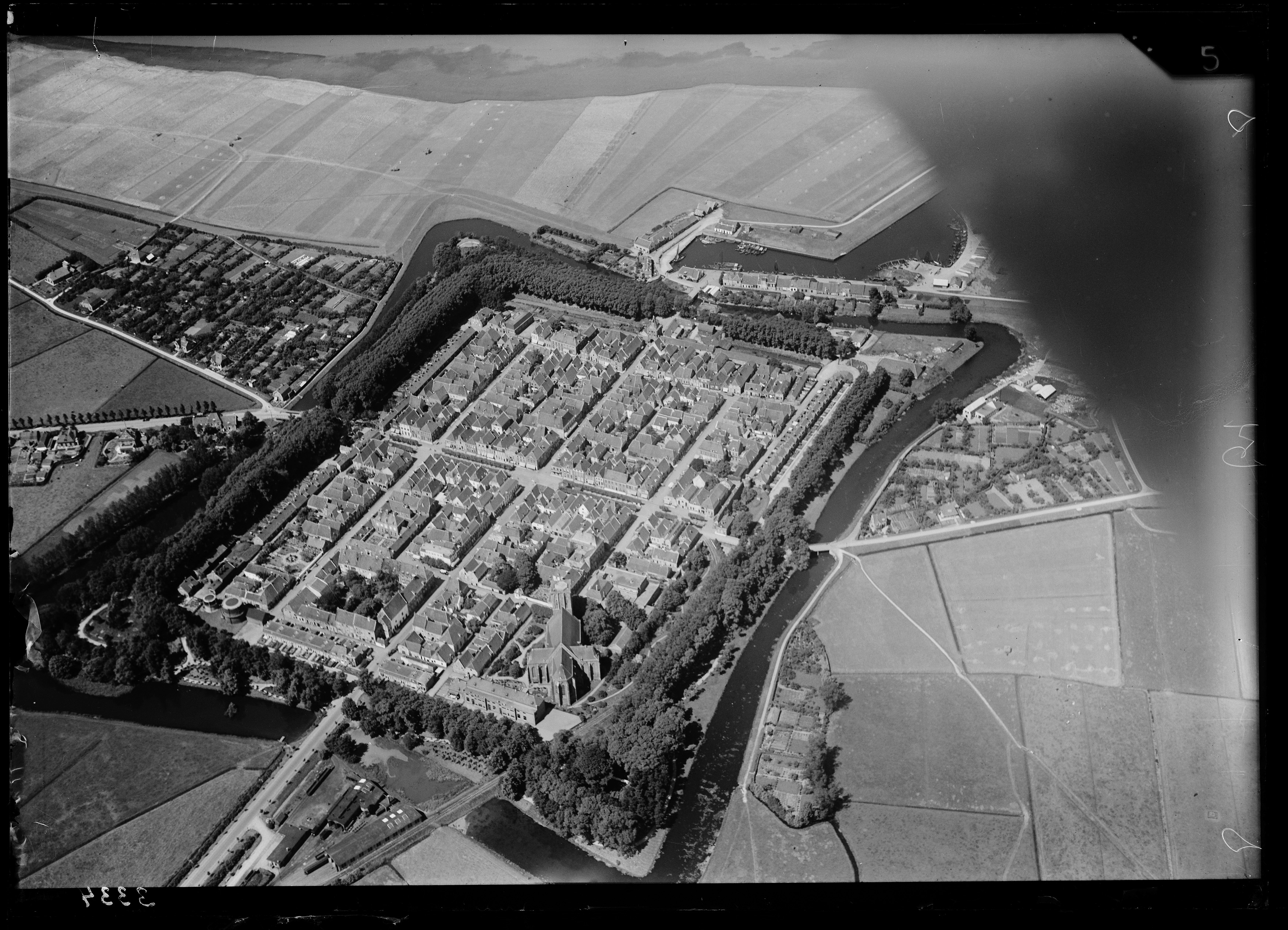
1920-1940

Elburg is een gemeente in Nederland. De gemeente is gelegen in de provincie Gelderland, aan het Veluwemeer en het Drontermeer. Op 22 november 2024 had de gemeente 23.906 inwoners (bron: CBS) op een oppervlakte van 65,95 km². De hoofdplaats van de gemeente is Elburg. Andere woonkernen binnen de gemeente Elburg zijn de dorpen 't Harde en Doornspijk alsmede de buurtschappen Hoge Enk, Oostendorp, Aperloo, Lage Bijssel, Nieuwstad, Oudekerk en Wessinge.
In de 13e eeuw was Thornspiic de belangrijkste nederzetting van de Noordwest-Veluwe. In 1233 kreeg het niet alleen stadsrechten, maar ook een andere naam: Stad van der Elborgh. Elburg was tot 1798 een van de vijf steden in het Kwartier van Veluwe die in hoge mate zelfbestuur hadden en vertegenwoordigers naar de Statenvergadering in Arnhem stuurden. In de Franse tijd werd het kerspel Elburg omgezet naar een gemeente. De huidige gemeentegrenzen zijn ontstaan tijdens een gemeentelijke herindeling op de Noord-Veluwe in 1974. Daarbij werd een gedeelte van de voormalige gemeente Doornspijk aan Elburg toegevoegd. Het gemeentehuis, dat voor de fusie eeuwenlang was gevestigd in de oude binnenstad, is sinds de fusie gevestigd in de wijk Oostendorp.

## Monumenten
Een deel van Elburg is een beschermd stadsgezicht. Verder zijn er in Elburg enkele honderden rijksmonumenten, gemeentelijke monumenten en een aantal oorlogsmonumenten, zie:
- Lijst van rijksmonumenten in Elburg (gemeente)
- Lijst van gemeentelijke monumenten in Elburg (gemeente)
- Lijst van oorlogsmonumenten in Elburg

## Verkeer en vervoer
De meeste woonkernen in de gemeente liggen direct aan de Zuiderzeestraatweg en worden bediend door ComfortRRReis-buslijn 305 (Nunspeet - Zwolle) en de spitsbus 199 (Elburg - Zwolle) van EBS. De kern 't Harde ligt aan de autosnelweg A28 en aan de spoorlijn Utrecht - Zwolle. Tweemaal per uur per richting wordt 't Harde aangedaan door een sprinter. Het station van 't Harde wordt ook bediend door buslijn 170 ('t Harde - Twello). De gemeente heeft ook haar eigen buurtbus. Lijn 514 rijdt tussen 't Harde en Wezep via de Hoge Enk, Elburg, Oosterwolde, Oldebroek en ’t Loo.

## Politiek

### Gemeenteraad
De gemeenteraad van Elburg bestaat uit 19 zetels. Hieronder staat de samenstelling van de gemeenteraad sinds 1994:
| Partij          | 1994 | 1998 | 2002 | 2006 | 2010 | 2014 | 2018 | 2022 |
| --------------- | ---- | ---- | ---- | ---- | ---- | ---- | ---- | ---- |
| Algemeen Belang | 3    | 3    | 4    | 4    | 4    | 4    | 4    | 4    |
| ChristenUnie    | 3*   | 4*   | 4    | 3    | 3    | 4    | 5    | 4    |
| LEV             | -    | -    | -    | -    | -    | -    | -    | 3    |
| Elburg Beleid   | -    | -    | -    | -    | 2    | 2    | 2    | 3*** |
| SGP             | 4    | 3    | 3    | 3    | 3    | 3    | 3    | 2    |
| CDA             | 4    | 4    | 4    | 3    | 3    | 2    | 2    | 2    |
| VVD             | 2    | 2    | 2    | 2    | 1    | 2    | 2    | 1    |
| PvdA            | 3**  | 3**  | 2    | 3    | 2    | 1    | 1    | -*** |
| D66             | -**  | -**  | -    | -    | -    | 1    | -    | -    |
| Gemeentebelang  | -    | -    | -    | 1    | 1    | -    | -    | -    |
| Totaal          | 19   | 19   | 19   | 19   | 19   | 19   | 19   | 19   |

* In 1994 en 1998 deden de RPF en het GPV, de voorgangers van de ChristenUnie, gezamenlijk mee aan de verkiezingen.
** In 1994 en 1998 had de PvdA een gemeenschappelijke lijst met D66.
*** In 2022 hadden Elburg Beleid en PvdA een gezamenlijke lijst

### Burgemeesters
Zie voor een vollediger overzicht Lijst van burgemeesters van Elburg
- 2001-2007 Hendrik Visser (ChristenUnie). De Elburger burgemeester was onder meer burgemeester van Arnemuiden (1990-1997) en Nieuw-Lekkerland (1997-2001). Hij was van mei 2001 tot en met oktober 2007 burgemeester van Elburg.
- 2007-2017 Frans de Lange (ChristenUnie) was van 1 november 2007 tot 1 februari 2017 burgemeester van Elburg. De voormalig wethouder van Harderwijk werd unaniem voorgedragen door de gemeenteraad.
- 2017-2017 Harry Dijksma (VVD) was waarnemend burgemeester van 1 februari 2017 tot en met 9 oktober 2017.
- 2017- Jan Nathan Rozendaal (SGP) is vanaf 13 oktober 2017 burgemeester van Elburg.

### Wethouders
Anno 2022:
- Henk Wessel (Algemeen Belang)
- Willem Krooneman (ChristenUnie)
- Bertus Jeensma (LEV/lokale partij)
- Lyda Sneevliet-Radstaak (CDA)

Inmiddels zijn wethouder Wessel (2025) en Krooneman (2024) gestopt als wethouder. Ze zijn opgevolgd door:
- Lennart Oosterloo (Algemeen Belang)
- Anjo Simonse (ChristenUnie)

## Sport
- Tennisclub Elburg
- EVV-Elburgse Volleybal Vereniging
- SV 't Harde
- DSV '61
- ESC
- Korfbalvereniging Elburg

## Partnerstad
Haselünne

## Aangrenzende gemeenten
| Aangrenzende gemeenten | Aangrenzende gemeenten | Aangrenzende gemeenten | Aangrenzende gemeenten | Aangrenzende gemeenten |
| ---------------------- | ---------------------- | ---------------------- | ---------------------- | ---------------------- |
| Dronten (Fl)           |                        |                        |                        | Oldebroek              |
|                        |                        |                        |                        |                        |
|                        |                        |                        |                        |                        |
|                        |                        |                        |                        |                        |
| Nunspeet               |                        |                        |                        | Epe                    |

Stad: Elburg

Dorpen: 't Harde · Doornspijk · Hoge Enk · Oostendorp     
Buurtschappen: Aperloo · Lage Bijssel · Nieuwstad · Oudekerk · Wessinge

Gelderland: Steden en dorpen in Gelderland      Nederland: Provincies · Gemeenten
Aalten · Apeldoorn · Arnhem · Barneveld · Berg en Dal · Berkelland · Beuningen · Bronckhorst · Brummen · Buren · Culemborg · Doesburg · Doetinchem · Druten · Duiven · Ede · Elburg · Epe · Ermelo · Harderwijk · Hattem · Heerde · Heumen · Lingewaard · Lochem · Maasdriel · Montferland · Neder-Betuwe · Nijkerk · Nijmegen · Nunspeet · Oldebroek · Oost Gelre · Oude IJsselstreek · Overbetuwe · Putten · Renkum · Rheden · Rozendaal · Scherpenzeel · Tiel · Voorst · Wageningen · West Betuwe · West Maas en Waal · Westervoort · Wijchen · Winterswijk · Zaltbommel · Zevenaar · Zutphen
Steden en dorpen · Voormalige gemeenten · Nederland: Provincies · Gemeenten